# Tadeusz Seibert
Tadeusz Seibert (ur. 1 maja 1992 w Malborku) – polski artysta, muzyk, wokalista i aktor, absolwent Akademii Muzycznej w Bydgoszczy o specjalności wokalistyka jazzowa oraz wykładowca wokalistyki jazzowej na Akademii Muzycznej w Gdańsku. Finalista 10. edycji programu rozrywkowego The Voice of Poland.

## Życiorys
Jego matka jest instruktorką muzyczną. Jako dziecko uczył się śpiewu pod okiem matki i wystąpił w programie telewizyjnym Od przedszkola do Opola.
Ukończył studia na Akademii Muzycznej im. Feliksa Nowowiejskiego w Bydgoszczy w klasie wokalistyki jazzowej prof. Joanny Żółkoś-Zagdańskiej. Uzyskał wyższe wykształcenie muzyczne z tytułem magistra sztuki. Od 2023 wykłada w Akademii Muzycznej im. Stanisława Moniuszki w Gdańsku.
Współtworzył zespół wokalny Goosebumps. Przez kilka lat był wokalistą i frontmanem łódzkiej formacji Trabanda. Jako aktor współpracuje z Teatrem Variété w Krakowie m.in. przy musicalu „Legalna blondynka” w reżyserii Janusza Józefowicza. Grał również postać Eugeniusza Bodo w spektaklu „Cafe Bodo”. Ponadto współpracuje z Filharmonią Pomorską im. Ignacego Jana Paderewskiego w Bydgoszczy. Jest laureatem wielu ogólnopolskich oraz międzynarodowych festiwali piosenki, m.in. zdobył Złotą Nagrodę na Festiwalu Pamięci Andrzeja Zauchy „Serca Bicie” w Bydgoszczy, Grand Prix Ogólnopolskiego Festiwalu Piosenki Aktorskiej „Reflektor” w Koszalinie, Grand Prix Festiwalu Dobrej Piosenki im. Kaliny Jędrusik w Częstochowie, Grand Prix Ogólnopolskiego Festiwalu Piosenek lat 60. i 70. w Wyszkowie oraz główną nagrodę na Festiwalu im. Anny German w Zielonej Górze. Występował w telewizyjnych konkursach wokalnych, tj.: The Voice of Poland.
Jest nauczycielem śpiewu i założycielem Autorskiej Szkoły Wokalnej „SeibArt”.
24 stycznia 2020 wystąpił podczas koncertu charytatywnego Artyści dla Mai w warszawskim klubie Stodoła. W 2021 roku wystąpił w widowisku telewizyjnym pt. Zakochany Mickiewicz (reż. Marcin Kołaczkowski) oraz wziął udział z utworem „Pod prąd” w koncercie Debiuty podczas LVIII Krajowego Festiwalu Piosenki Polskiej w Opolu. W 2023 roku z utworem „Niby tak, niby nie” zajął drugie miejsce w konkursie Premier w ramach 60. Krajowego Festiwalu Piosenki Polskiej w Opolu.

## Życie prywatne
Ze związku z Gabrielą Pacholarz ma córkę Różę (ur. 2021).

## Dyskografia

### Single
| Rok  | Tytuł                | Album |
| ---- | -------------------- | ----- |
| 2018 | „Na skraj świata”    | –     |
| 2019 | „Na nic nie czekam”  | –     |
| 2020 | „Nie!obojętność”     | –     |
| 2021 | „Pod prąd”           | –     |
| 2023 | "Niby tak, niby nie" |       |
| 2023 | „Doprowadź mnie”     |       |

### Teledyski
| Rok  | Tytuł               | Reżyser             |
| ---- | ------------------- | ------------------- |
| 2018 | „Na skraj świata”   | Tadeusz Seibert     |
| 2019 | „Na nic nie czekam” | Sebastian Wełdycz   |
| 2020 | „Nie!obojętność”    | Olga Czyżykiewicz   |
| 2021 | „Pod prąd”          | Piotr Kosterkiewicz |
| 2024 | "Ellie"             |                     |